# Казаковка (Липецкая область)
Казако́вка  — деревня Измалковского района Липецкой области и Измалковского сельсовета, расположенная рядом с райцентром.

## История и название
В начале XIX в. была владением помещиков Казаковых, отсюда — название.

## Население
| 2010 |
| ---- |
| 25   |